# Хенш, Теодор
Теодор Вольфганг Хенш (нем. Theodor Wolfgang Hänsch; род. 30 октября 1941, Хайдельберг, Германия) — немецкий физик, один из директоров  Института квантовой оптики общества Макса Планка (Гархинг под Мюнхеном). Защитил диссертацию в Гейдельбергском университете.
Лауреат Нобелевской премии по физике за 2005 год «за вклад в развитие основанной на лазерах точной спектроскопии, включая технику прецизионного расчёта светового сдвига в оптических стандартах частоты (оптических гребёнок)». Он разделил половину премии с американским учёным Джоном Холлом (другую половину премии получил Рой Глаубер).

## Награды
- 1983 — Премия Комстока
- 1986 — Медаль Альберта Майкельсона
- 1989 — Премия имени Лейбница
- 1989 — Международная премия короля Фейсала
- 1996 — Премия Артура Шавлова по лазерной физике[англ.]
- 2001 — Медаль Маттеуччи
- 2001 — Премия в области квантовой электроники и оптики
- 2005 — Нобелевская премия по физике
- 2005 — Медаль Фредерика Айвса
- 2005 — Премия Отто Гана
- 2006 — Медаль Рудольфа Дизеля[нем.]
- 2012 — Медаль Вильгельма Экснера